# Peregrine Osborne (3. książę Leeds)
Peregrine Hyde Osborne, 3. książę Leeds (ur. 11 listopada 1691, zm. 9 maja 1731) – brytyjski arystokrata i polityk. Od 1712 nazywany hrabią Danby, a od 1712 markizem Carmarthen.
Był synem Peregrine’a Osborne, 2. księcia Leeds i Bridget Hyde. Był trzykrotnie żonaty. 16 grudnia 1712 roku ożenił się z Lady Elizabeth Harley, córką Roberta Harleya, 1. hrabiego Oxford i Elizabeth Foley. Lady Harley zmarła dwa tygodnie po urodzeniu Thomasa Osborne’a przyszłego 4. księcia Leeds. Książę ponownie ożenił się 17 września 1719 roku z Lady Anne Seymour, która zmarła w połogu w 1822 roku. 9 kwietnia 1725 roku ożenił się z Julianą Hele.  